# Subterra (pel·lícula)
Subterra és una pel·lícula xilena de l'any 2003 basada en el llibre Subterra de Baldomero Lillo. Dirigida per Marcelo Ferrari, protagonitzada per Francisco Reyes i Paulina Gálvez.

## Sinopsi

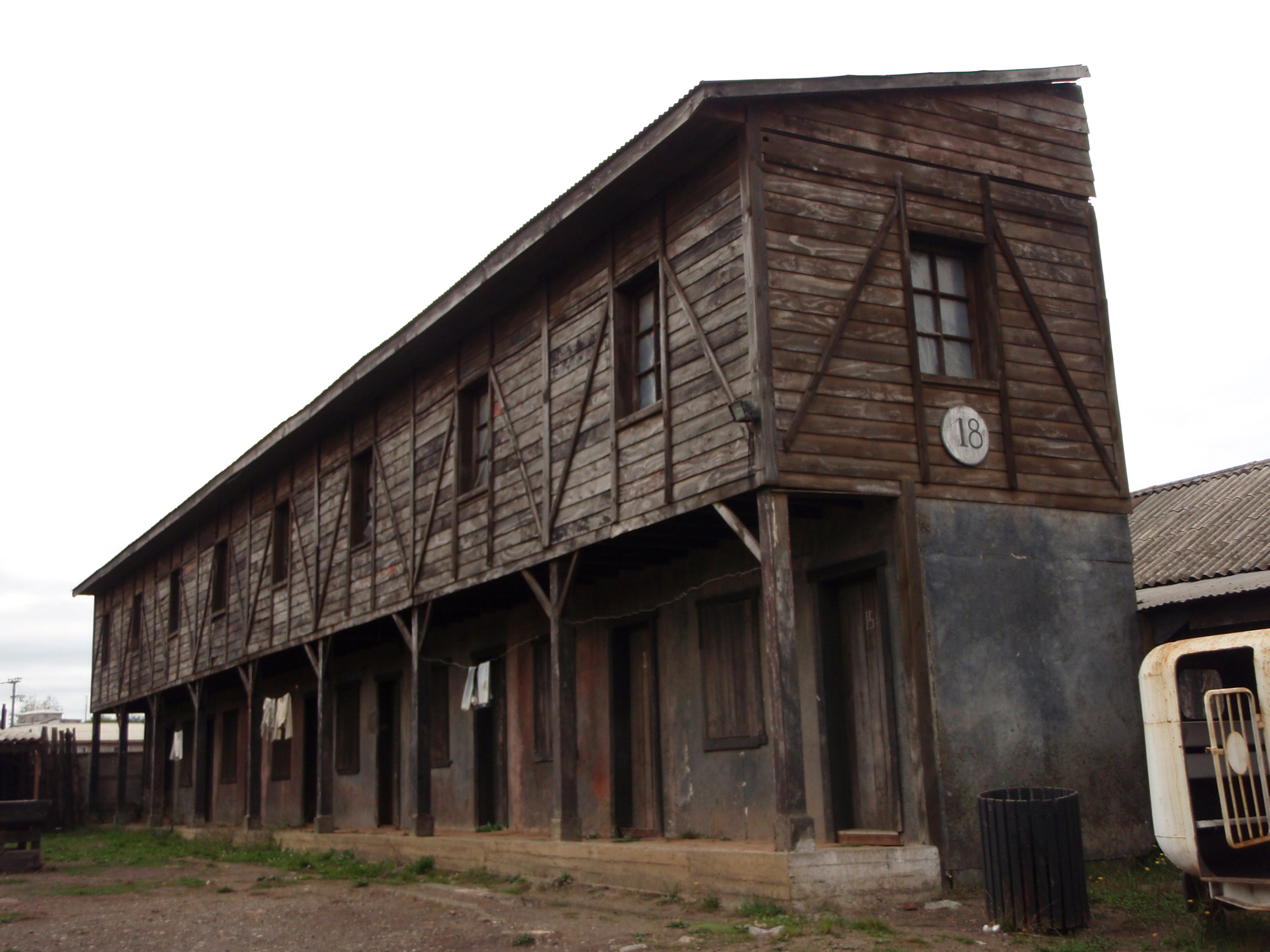
Escenografia d'un pavelló d'habitatges per a miners, utilitzat en la filmació de la pel·lícula, situada al costat de l'entrada al Chiflón del Diablo.

La història transcorre al poble xilè de Lota, 1897. En les profunditats del Chiflón del Diablo, la mina de carbó més gran del món, una gran rebel·lió es gesta en el cor d'un home. Mentrestant, l'aristocràtica família Cousiño Goyenechea somia amb l'adveniment del progrés, els miners del carbó lluiten per imposar-se a les seves infames condicions de treball.

## Repartiment
- Francisco Reyes com Fernando Gutiérrez.
- Paulina Gálvez com Virginia.
- Ernesto Malbrán com Mister Davis.
- Héctor Noguera com Luis Cousiño.
- Consuelo Holzapfel com Isidora Goyenechea.
- Alejandro Trejo com Eduardo Castro.
- Gabriela Medina com María de los Ángeles.
- Berta Lasala com Ana.
- Mariana Loyola com Mercedes.
- Cristián Chaparro com Baldomero Lillo.
- Nicolás Saavedra com Cabeza de Cobre.
- Patricio Bunster com Jonás.
- Danny Foix com Pablo Castro.

## Premis
- Sol d'Or Millor Interpretació Femenina, Festival de Cinema Llatinoamericà de Biarritz, França, 2003.[2]
- Millor Director, Millor Fotografia, Premi del Públic, Festival de Cinema Iberoamericà de Huelva, Espanya, 2003.[3]
- Premi Gran Paoa Millor Pel·lícula, Premi Paoa Millor Fotografia, Premi del Público, Premi de l'Organització Catòlica Internacional de Cinema (OCIC), Festival Internacional de Cinema de Viña del Mar, Xile, 2004.[4]
- Premi a la millor actriu (Paulina Gálvez) a la X Mostra de Cinema Llatinoamericà de Lleida.[5]